# Färjestaden
Färjestaden ist eine Ortschaft (Tätort) in der schwedischen Provinz Kalmar län und der historischen Provinz Öland. Er ist Teil der Gemeinde Mörbylånga und ist der größte Ort der Ostseeinsel Öland.
Färjestaden ist bekannt für den Tier- und Vergnügungspark Ölands Djur & Nöjespark. Weitere Touristenziele sind die Minigolfanlage, der alte Hafen und das Einkaufszentrum Ölands Köpstad (Ölands Einkaufstadt), in dem das größte Geschäft der ICA-Supermarkt ist. In Färjestaden befindet sich die Kirche von Färjestaden. Östlich steht die Windmühle Bjönhovda kvarnar. Sie wird als der Mühlenkönig bezeichnet, da sie die größte der für Öland typischen Bockwindmühlen ist.
Die wichtigste Fährverbindung zwischen dem schwedischen Festland und der Insel Öland ging bis Anfang der 1970er-Jahre von Färjestaden aus. Nach dem Bau der Ölandsbron wurde der Fährbetrieb eingestellt.
Der Runenstein von Karlevi steht am Runsbäcksvägen in Färjestaden.